# Річка Ламана
Ламана (рос. Ломаная) — річка в Полтавській області, права притока р. Псел (басейн Дніпра). 

Довжина 7.4 км. 
Тече територією кол. Великобагачанського району. 
На березі Ламаної розташоване село Нове Остапове.